# EVO 3

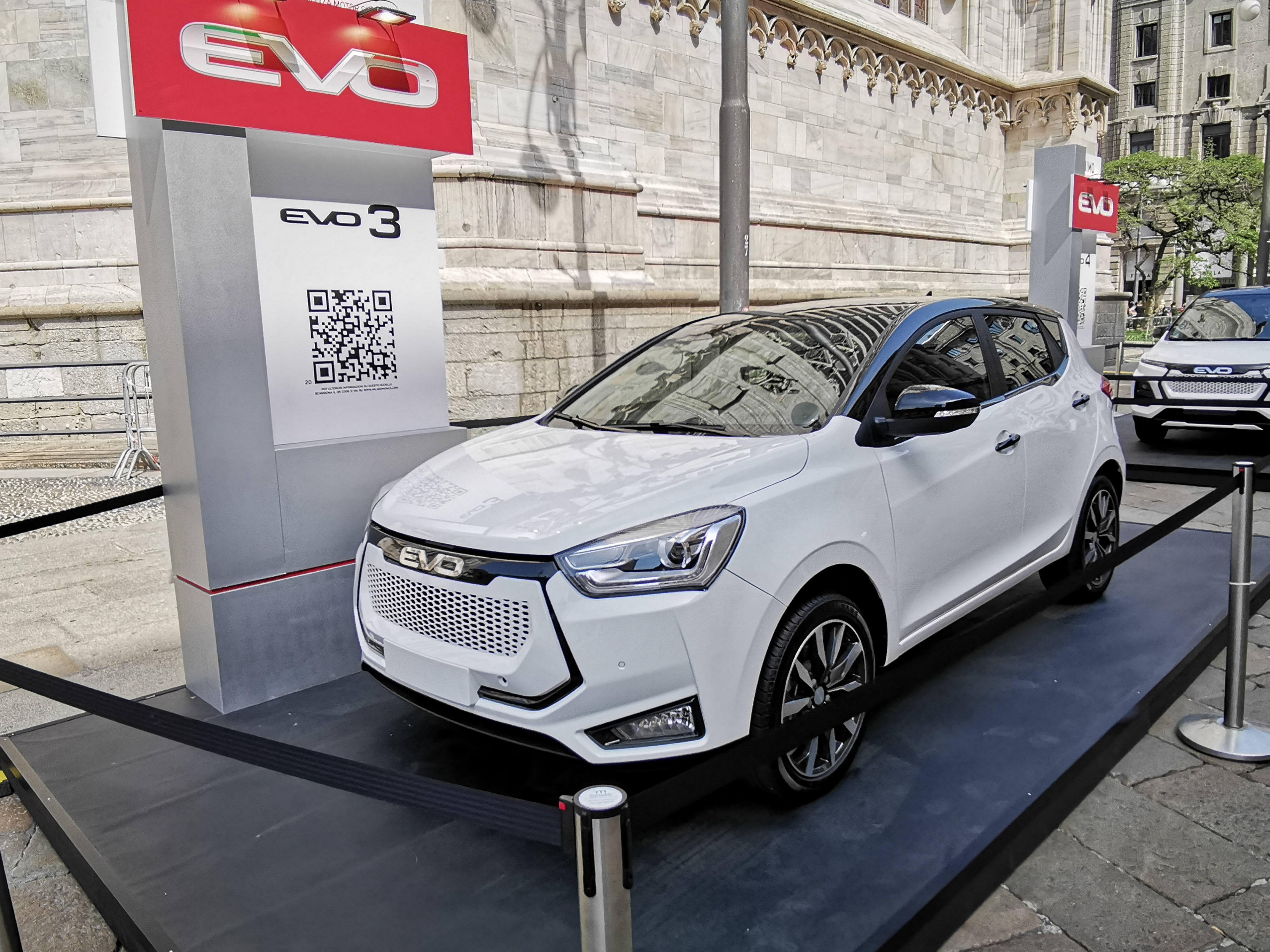
EVO 3 Electric (2020–2022)

Der EVO 3 ist ein Kompakt-SUV des italienischen Automobilherstellers DR, das baugleich mit dem chinesischen JAC S2 ist.

## Geschichte
Vorgestellt wurde das Fahrzeug zunächst als Elektroversion im April 2020. Die Version mit einem 1,6-Liter-Ottomotor folgte im Juni 2021. Sie ist gegen Aufpreis auch mit einem Flüssiggas-Antrieb erhältlich. Angeboten wird die Baureihe nur in Italien. In anderen Ländern Mitteleuropas wird die Elektroversion jedoch als JAC vermarktet.

## Technische Daten
|                                                               | EVO 3                 | EVO 3 Electric                |
| Bauzeitraum                                                   | seit 06/2021          | 04/2020–12/2022               |
| Motorkenndaten                                                |                       |                               |
| Motortyp                                                      | R4-Ottomotor          | Elektromotor                  |
| Hubraum                                                       | 1499 cm³              | —                             |
| max. Leistung bei min−1                                       | 83 kW (113 PS) / 6250 | 95 kW (116 PS)                |
| max. Drehmoment bei min−1                                     | 140 Nm / 4600         | 270 Nm                        |
| Kraftübertragung                                              |                       |                               |
| Antrieb, serienmäßig                                          | Vorderradantrieb      | Vorderradantrieb              |
| Antrieb, optional                                             | —                     | —                             |
| Getriebe, serienmäßig                                         | 5-Gang-Schaltgetriebe | Festes Übersetzungsverhältnis |
| Getriebe, optional                                            | —                     | —                             |
| Messwerte                                                     |                       |                               |
| Höchstgeschwindigkeit                                         | 170 km/h              | 130 km/h                      |
| Beschleunigung, 0–100 km/h                                    | 14,2 s                | 12,0 s                        |
| Kraftstoffverbrauch-/Energieverbrauch auf 100 km (kombiniert) | 6,7 l Super           | 13,3 kWh                      |
| CO2-Emissionen (kombiniert)                                   | 152 g/km              | —                             |
| Batterie (Lithium-Ionen-Polymer)                              | —                     | 40 kWh                        |
| elektrische Reichweite nach WLTP                              | —                     | 320 km                        |
| Abgasnorm                                                     | Euro 6d               | —                             |